# الیکایی ۳۰۶۲
سیارک ۳۰۶۲ (به انگلیسی: 3062 Wren، نامگذاری:1982XC) سه هزار و شصت و دومین سیارک کشف شده‌است که در ۱۴ دسامبر ۱۹۸۲ کشف شد.
قدر مطلق سیارک برابر ۱۰٫۸۰ است.